# Fußball-Europameisterschaft der Frauen 1997/Gruppe A
Resultate der Gruppe A der Fußball-Europameisterschaft der Frauen 1997:
| Pl. | Land       | Sp. | S | U | N | Tore    | Diff. | Punkte |
| --- | ---------- | --- | - | - | - | ------- | ----- | ------ |
| 1.  | Schweden   | 3   | 3 | 0 | 0 | 006:100 | +5    | 09     |
| 2.  | Spanien    | 3   | 1 | 1 | 1 | 002:200 | ±0    | 04     |
| 3.  | Frankreich | 3   | 1 | 1 | 1 | 004:500 | −1    | 04     |
| 4.  | Russland   | 3   | 0 | 0 | 3 | 002:600 | −4    | 0      |

## Frankreich – Spanien 1:1 (0:1)
| Frankreich                                                     | Frankreich | Spanien | Spanien |
| -------------------------------------------------------------- | --- | --- | ------- |
| Frankreich                                                     | \| 29. Juni 1997 um 14:00 Uhr (MESZ) in Karlskoga (Nobel-Stadion) \| \| Zuschauer: 920 \| \| Schiedsrichterin: Gitte Lyngo Nielsen ( Dänemark) \| | \| 29. Juni 1997 um 14:00 Uhr (MESZ) in Karlskoga (Nobel-Stadion) \| \| Zuschauer: 920 \| \| Schiedsrichterin: Gitte Lyngo Nielsen ( Dänemark) \| | Spanien |
| Frankreich                                                     | Sandrine Roux – Hélène Hillion-Guillemin, Corinne Diacre, Cécile Locatelli, Élodie Woock (64. Stéphanie Trognon) – Stéphanie Mugneret-Béghé, Sandrine Soubeyrand, Jocelyne Gout (78. Candie Herbert) – Anne Zenoni, Marinette Pichon, Angélique Roujas Cheftrainer: Aimé Mignot | Roser Serra – Judith Corominas, Toña Is, Arantza del Puerto , Beatriz García (87. Alicia Fuentes), Rosa Castillo (87. Yolanda Mateos), Marisa Puñal, Mar Prieto, Maider Castillo, Silvia Zarza (65. Marina Nohalez), Ángeles Parejo Cheftrainer: Ignacio Quereda | Spanien |
| Frankreich                                                     | 1:1 Angélique Roujas (52.) | 0:1 Ángeles Parejo (19.) | Spanien |
| Frankreich                                                     | Corinne Diacre (39.) | Antonia Is Piñera (37.) | Spanien |
| 29. Juni 1997 um 14:00 Uhr (MESZ) in Karlskoga (Nobel-Stadion) | | |         |
| Zuschauer: 920                                                 | | |         |
| Schiedsrichterin: Gitte Lyngo Nielsen ( Dänemark)              | | |         |

## Schweden – Russland  2:1 (1:0)
| Schweden                                                     | Schweden | Russland | Russland |
| ------------------------------------------------------------ | --- | --- | -------- |
| Schweden                                                     | \| 29. Juni 1997 um 19:00 Uhr (MESZ) in Karlstad (Tingvalla IP) \| \| Zuschauer: 3.829 \| \| Schiedsrichterin: Christine Frai ( Deutschland) \| | \| 29. Juni 1997 um 19:00 Uhr (MESZ) in Karlstad (Tingvalla IP) \| \| Zuschauer: 3.829 \| \| Schiedsrichterin: Christine Frai ( Deutschland) \| | Russland |
| Schweden                                                     | Ulrika Karlsson – Carina Håkansson (76. Eva Zeikfalvy), Kristin Bengtsson, Karolina Westberg, Åsa Lönnqvist, Jane Törnqvist, Anna Pohjanen, Malin Swedberg , Hanna Ljungberg (46. Malin Allberg), Malin Andersson (58. Camilla Andersson), Victoria Svensson Cheftrainerin: Marika Domanski-Lyfors | Swetlana Petko – Walentina Barkowa (46. Larisa Sawina), Marina Burakowa, Jelena Kononowa (78. Elena Lisatschjowa), Tatjana Tschewerda – Elena Denschtschik, Alena Dmitrenko, Irina Grigorjewa – Galina Komarowa, Marina Dikarewa (46. Aleksandra Swetlizkaja), Natalja Barbaschina Cheftrainer: Jurij Bystrizkij | Russland |
| Schweden                                                     | 1:0 Hanna Ljungberg (9.) 2:1 Anna Pohjanen (81.) | 1:1 Larisa Sawina (79.) | Russland |
| Schweden                                                     | Tatjana Tschewerda, Marina Burakowa, Galina Komarowa | | Russland |
| 29. Juni 1997 um 19:00 Uhr (MESZ) in Karlstad (Tingvalla IP) | | |          |
| Zuschauer: 3.829                                             | | |          |
| Schiedsrichterin: Christine Frai ( Deutschland)              | | |          |

## Spanien – Schweden 0:1 (0:1)
| Spanien                                                       | Spanien | Schweden | Schweden |
| ------------------------------------------------------------- | --- | --- | -------- |
| Spanien                                                       | \| 2. Juli 1997 um 19:00 Uhr (MESZ) in Karlskoga (Nobel-Stadion) \| \| Zuschauer: 3.403 \| \| Schiedsrichterin: Vibeke Karlsen-Gabrielsen ( Norwegen) \| \| Spielbericht \|                                                     | \| 2. Juli 1997 um 19:00 Uhr (MESZ) in Karlskoga (Nobel-Stadion) \| \| Zuschauer: 3.403 \| \| Schiedsrichterin: Vibeke Karlsen-Gabrielsen ( Norwegen) \| \| Spielbericht \| | Schweden |
| Spanien                                                       | Roser Serra – Marina Nohalez, Judith Corominas, Toña Is, Arantza del Puerto , Beatriz García, Rosa Castillo, Mar Prieto, Yolanda Mateos (85. Auxiliadora Jiménez), Maider Castillo, Ángeles Parejo Cheftrainer: Ignacio Quereda | Ulrika Karlsson – Malin Allberg (52. Eva Zeikfalvy), Kristin Bengtsson, Karolina Westberg, Åsa Lönnqvist, Jane Törnqvist, Anna Pohjanen, Malin Swedberg , Hanna Ljungberg (57. Christin Lilja), Malin Lovén, Victoria Svensson (83. Kristin Jonsson) Cheftrainerin: Marika Domanski-Lyfors | Schweden |
| Spanien                                                       | 0:1 Judith Corominas (7., Eigentor) | | Schweden |
| Spanien                                                       | Judith Corominas (13.) | Jane Törnqvist (70.) | Schweden |
| 2. Juli 1997 um 19:00 Uhr (MESZ) in Karlskoga (Nobel-Stadion) | | |          |
| Zuschauer: 3.403                                              | | |          |
| Schiedsrichterin: Vibeke Karlsen-Gabrielsen ( Norwegen)       | | |          |
| Spielbericht                                                  | | |          |

## Russland – Frankreich  1:3 (0:1)
| Russland                                                    | Russland | Frankreich | Frankreich |
| ----------------------------------------------------------- | --- | --- | ---------- |
| Russland                                                    | \| 2. Juli 1997 um 19:00 Uhr (MESZ) in Karlstad (Tingvalla IP) \| \| Zuschauer: 626 \| \| Schiedsrichterin: Cristina Gozzi ( Italien) \| | \| 2. Juli 1997 um 19:00 Uhr (MESZ) in Karlstad (Tingvalla IP) \| \| Zuschauer: 626 \| \| Schiedsrichterin: Cristina Gozzi ( Italien) \| | Frankreich |
| Russland                                                    | Marina Dikarewa – Larisa Sawina, Marina Burakowa, (78. Elena Lisatschjowa), Tatjana Tschewerda – Elena Denschtschik, Alena Dmitrenko, Irina Grigorjewa – Elena Golowko (66. Aleksandra Swetlizkaja), Galina Komarowa (46. Jelena Kononowa), Tatjana Jegorowa, Natalja Barbaschina (46. Walentina Barkowa) Cheftrainer: Jurij Bystrizkij | Sandrine Roux – Hélène Hillion-Guillemin, Corinne Diacre, Cécile Locatelli, Élodie Woock – Stéphanie Mugneret-Béghé, Sandrine Soubeyrand, Stéphanie Trognon – Anne Zenoni (32. Candie Herbert), Marinette Pichon (89. Sandrine Ringler), Angélique Roujas (82. Emmanuelle Sykora) Cheftrainer: Aimé Mignot | Frankreich |
| Russland                                                    | 1:1 Irina Grigorjewa (52.) | 0:1 Angélique Roujas (26.) 1:2 Angélique Roujas (57.) 1:3 Angélique Roujas (74.) | Frankreich |
| Russland                                                    | Jelena Kononowa | Stéphanie Mugneret-Béghé | Frankreich |
| 2. Juli 1997 um 19:00 Uhr (MESZ) in Karlstad (Tingvalla IP) | | |            |
| Zuschauer: 626                                              | | |            |
| Schiedsrichterin: Cristina Gozzi ( Italien)                 | | |            |

## Schweden – Frankreich 3:0 (3:0)
| Schweden                                                    | Schweden | Frankreich | Frankreich |
| ----------------------------------------------------------- | --- | --- | ---------- |
| Schweden                                                    | \| 5. Juli 1997 um 16:00 Uhr (MESZ) in Karlstad (Tingvalla IP) \| \| Zuschauer: 2.757 \| \| Schiedsrichterin: Vibeke Karlsen-Gabrielsen ( Norwegen) \| | \| 5. Juli 1997 um 16:00 Uhr (MESZ) in Karlstad (Tingvalla IP) \| \| Zuschauer: 2.757 \| \| Schiedsrichterin: Vibeke Karlsen-Gabrielsen ( Norwegen) \| | Frankreich |
| Schweden                                                    | Ulrika Karlsson – Eva Zeikfalvy, Kristin Bengtsson, Karolina Westberg (86. Anneli Wahlgren), Åsa Lönnqvist, Jane Törnqvist, Anna Pohjanen, Malin Swedberg , Hanna Ljungberg (68. Malin Allberg), Malin Lovén, Victoria Svensson (42. Kristin Jonsson) Cheftrainerin: Marika Domanski-Lyfors | Sandrine Roux – Hélène Hillion-Guillemin, Corinne Diacre, Cécile Locatelli, Élodie Woock – Stéphanie Mugneret-Béghé, Sandrine Soubeyrand, Stéphanie Trognon (75. Aude Banasiak) – Marinette Pichon (46. Anne Zenoni), Candie Herbert (64. Emmanuelle Sykora), Angélique Roujas Cheftrainer: Aimé Mignot | Frankreich |
| Schweden                                                    | 1:0 Malin Lovén (17.) 2:0 Corinne Diacre (21., Eigentor) 3:0 Kristin Jonsson (45.) | | Frankreich |
| Schweden                                                    | Élodie Woock, Sandrine Soubeyrand | | Frankreich |
| 5. Juli 1997 um 16:00 Uhr (MESZ) in Karlstad (Tingvalla IP) | | |            |
| Zuschauer: 2.757                                            | | |            |
| Schiedsrichterin: Vibeke Karlsen-Gabrielsen ( Norwegen)     | | |            |

## Russland – Spanien  0:1 (0:0)
| Russland                                                      | Russland | Spanien | Spanien |
| ------------------------------------------------------------- | --- | --- | ------- |
| Russland                                                      | \| 5. Juli 1997 um 16:00 Uhr (MESZ) in Karlskoga (Nobel-Stadion) \| \| Schiedsrichterin: Regina Belksma-Konink ( Niederlande) \| | \| 5. Juli 1997 um 16:00 Uhr (MESZ) in Karlskoga (Nobel-Stadion) \| \| Schiedsrichterin: Regina Belksma-Konink ( Niederlande) \| | Spanien |
| Russland                                                      | Swetlana Petko – Natalja Kapkowa (46. Larisa Sawina), Marina Burakowa, Tatjana Tschewerda – Elena Denschtschik, Alena Dmitrenko, Irina Grigorjewa – Aleksandra Swetlizkaja, Galina Komarowa (82. Jelena Kononowa), Walentina Barkowa (46. Tatjana Jegorowa), Marina Dikarewa Cheftrainer: Jurij Bystrizkij | Roser Serra – Marina Nohalez, Judith Corominas, Toña Is, Arantza del Puerto , Beatriz García, Rosa Castillo (75. Marisa Puñal), Mar Prieto, Yolanda Mateos, Maider Castillo (54. Alicia Fuentes), Ángeles Parejo (89. Auxiliadora Jiménez) Cheftrainer: Ignacio Quereda | Spanien |
| Russland                                                      | 0:1 Ángeles Parejo (67.) | | Spanien |
| Russland                                                      | Marina Burakowa (27.), Marina Dikarewa (85.) | | Spanien |
| 5. Juli 1997 um 16:00 Uhr (MESZ) in Karlskoga (Nobel-Stadion) | | |         |
| Schiedsrichterin: Regina Belksma-Konink ( Niederlande)        | | |         |